# Beach armoured recovery vehicle

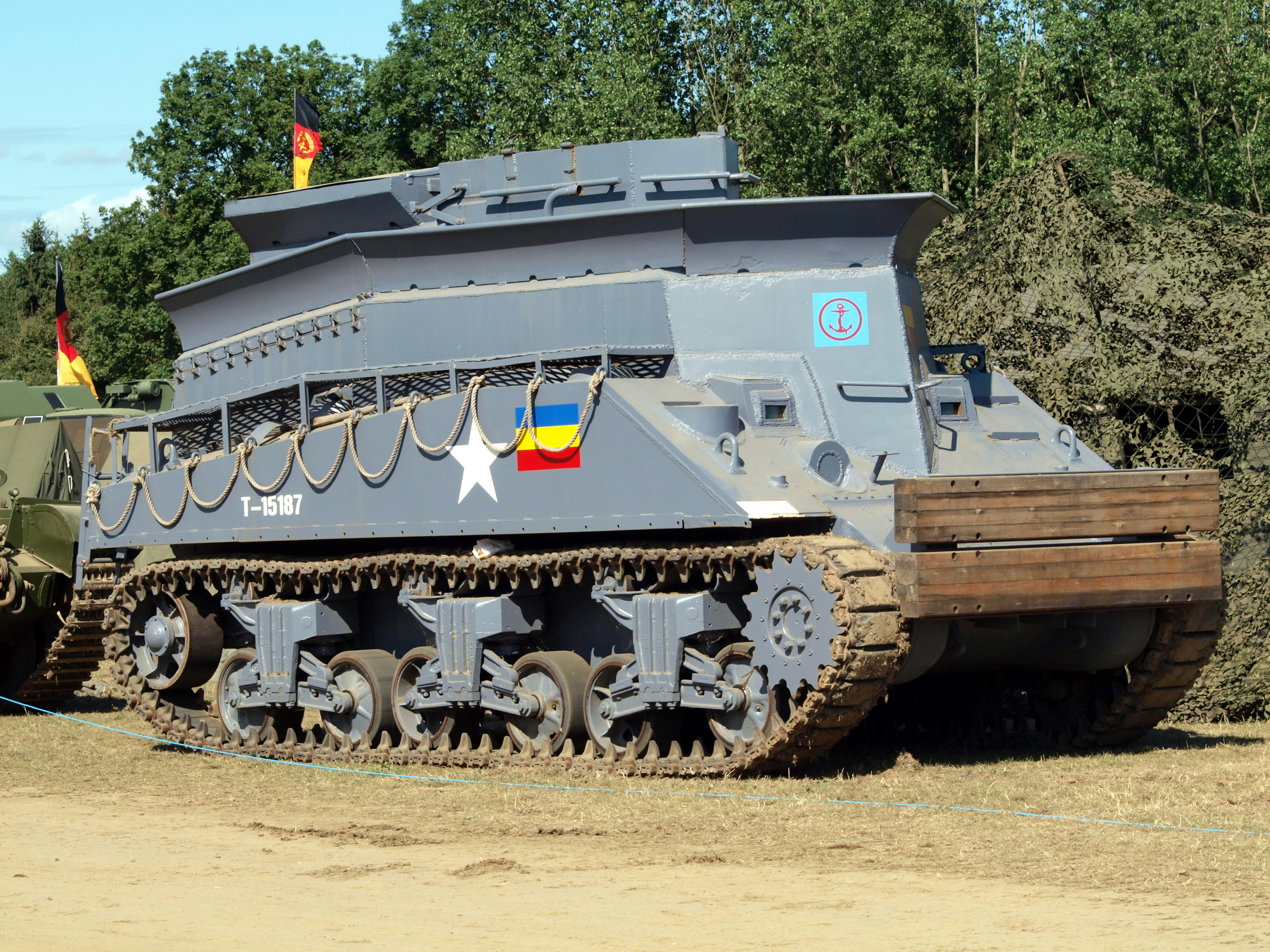
Sherman BARV

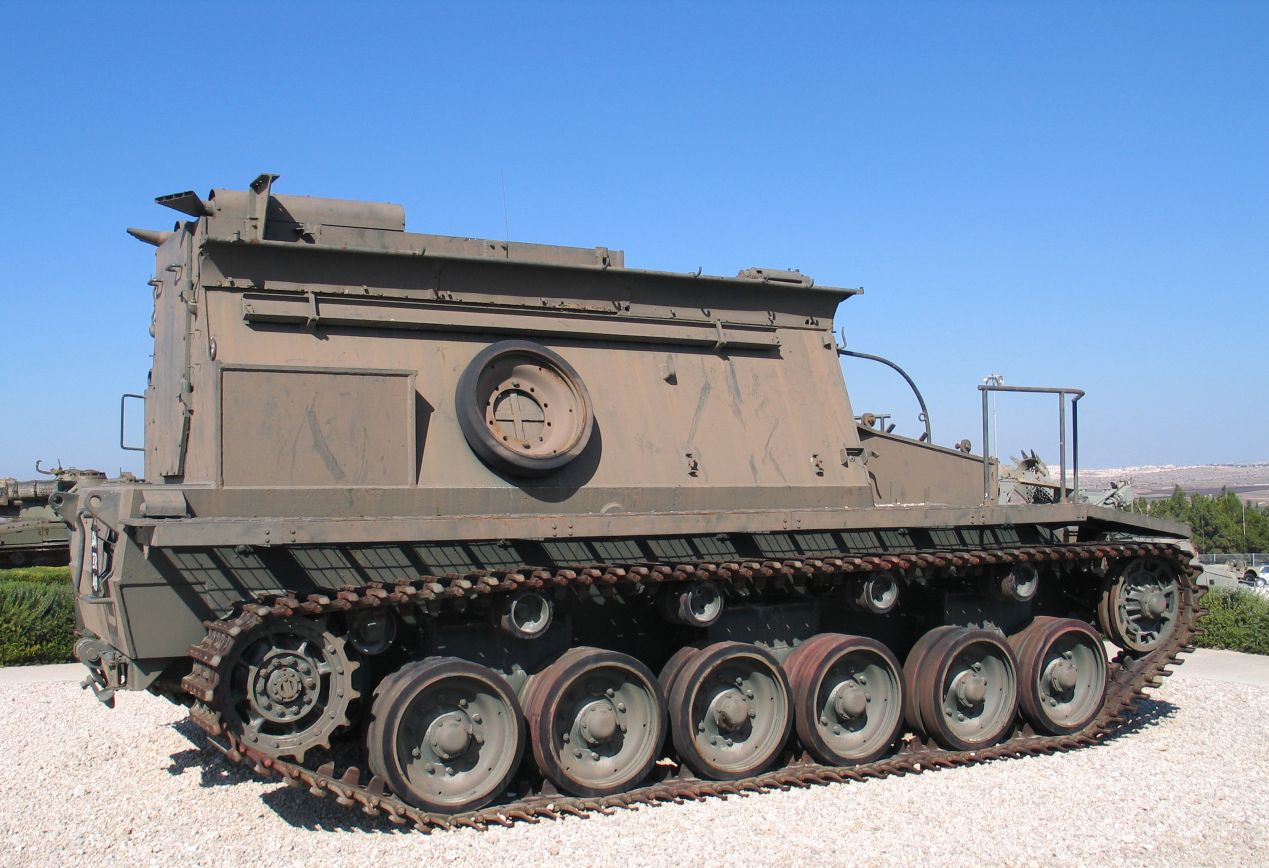
Centurion BARV

Een beach armoured recovery vehicle (BARV) is een gepantserd voertuig welke helpt bij amfibische landingen. Op een onderstel van een tank wordt de romp waterdicht gemaakt en aangepast zodat het voertuig dienst kan doen in het water. De BARV wordt ingezet om gestrande voertuigen uit zee of van het strand te bergen. Ook kunnen op het strand vastgelopen landingsvaartuigen terug in zee worden geduwd.

## Sherman BARV
Tijdens de Tweede Wereldoorlog werd de eerste BARV ontwikkeld door de Royal Electrical and Mechanical Engineers. De Sherman M4A2 tank was in grote aantallen beschikbaar; deze had een volledig gelaste romp die gemakkelijk waterdicht was te maken. Verder had dit model een dieselmotor die meer geschikt was voor gebruik in water dan de standaard benzinemotor. Voor deze speciale taak werd de geschutskoepel vervangen door een lange gepantserde bovenbouw. Ongeveer 60 tanks werden omgebouwd voor de invasiestranden van Normandië. De voertuigen konden in water tot bijna 3 meter diep worden gebruikt. Ze trokken voertuigen uit het water of duwden vastgelopen landingsvaartuigen op het strand terug in zee. Tot de vaste bemanning van het voertuig behoorde ook een duiker. Zijn taak was de BARV met een sleepkabel te koppelen aan het gestrande voertuig. Deze voertuigen bleven tot 1963 in gebruik bij het Britse leger.

## Centurion BARV
De Sherman werd opgevolgd door de Centurion BARV. Het eerste model kwam gereed in 1959 en het Britse leger bestelde 12 exemplaren voor de Royal Marines. De bemanning bestond uit vier man. De Centurion BARV had het onderstel van deze tank en de bovenbouw was zodanig aangepast dat het in 3 meter diep water kon opereren. Diverse voertuigen zijn ook bij het Britse leger in West-Duitsland gestationeerd omdat ze een rol konden spelen bij het oversteken van grote rivieren. Het had een Rolls-Royce Meteor benzinemotor, met een cilinderinhoud van 27 liter, en woog iets meer dan 40 ton. De benzinetank had een inhoud van 550 liter, genoeg voor een bereik van slechts 63 kilometer. Voor het machinegeweer werden 400 patronen meegenomen.

## Leopard BARV
In 2003 werd de opvolger van de Centurion geïntroduceerd op basis van de Leopard 1A5 tank. Net als bij de twee vorige versies is op de plaats van de geschutskoepel een vaste scheepsbrugvormige cabine geplaatst. De originele 10 cilinder MTU dieselmotor met een vermogen van 830 pk is behouden, maar van de versnellingsbak zijn de verhoudingen enigszins aangepast, de nadruk ligt op kracht en minder op snelheid. De maximale snelheid ligt op 32 km/uur in vergelijking tot 65 km/u voor de normale tank versie. Verder is het voertuig uitgerust met bergingsmaterieel en heeft het een hogere luchtinlaat en -uitlaat. Er zijn twee versies gemaakt, voor het Britse en Nederlandse leger. De Britse versie heeft de naam Hippo gekregen en de bovenbouw wijkt af van de Nederlandse versie.
Het Nederlandse Korps Mariniers heeft vier van deze voertuigen in gebruik, de Hercules, Samson, Goliath en Titan. De bovenbouw heeft ramen van dik pantserglas hetgeen goed zicht geeft zelfs in de branding. Ze worden op zee vervoerd door amfibische transportschepen van de Rotterdamklasse. De voertuigen hebben een vaste bemanning van twee personen. Ze wegen 42,5 ton en kunnen opereren tot drie meter water. Het kan voertuigen tot 50 ton slepen en landingsvaartuigen met een waterverplaatsing van 240 ton terug in zee duwen.

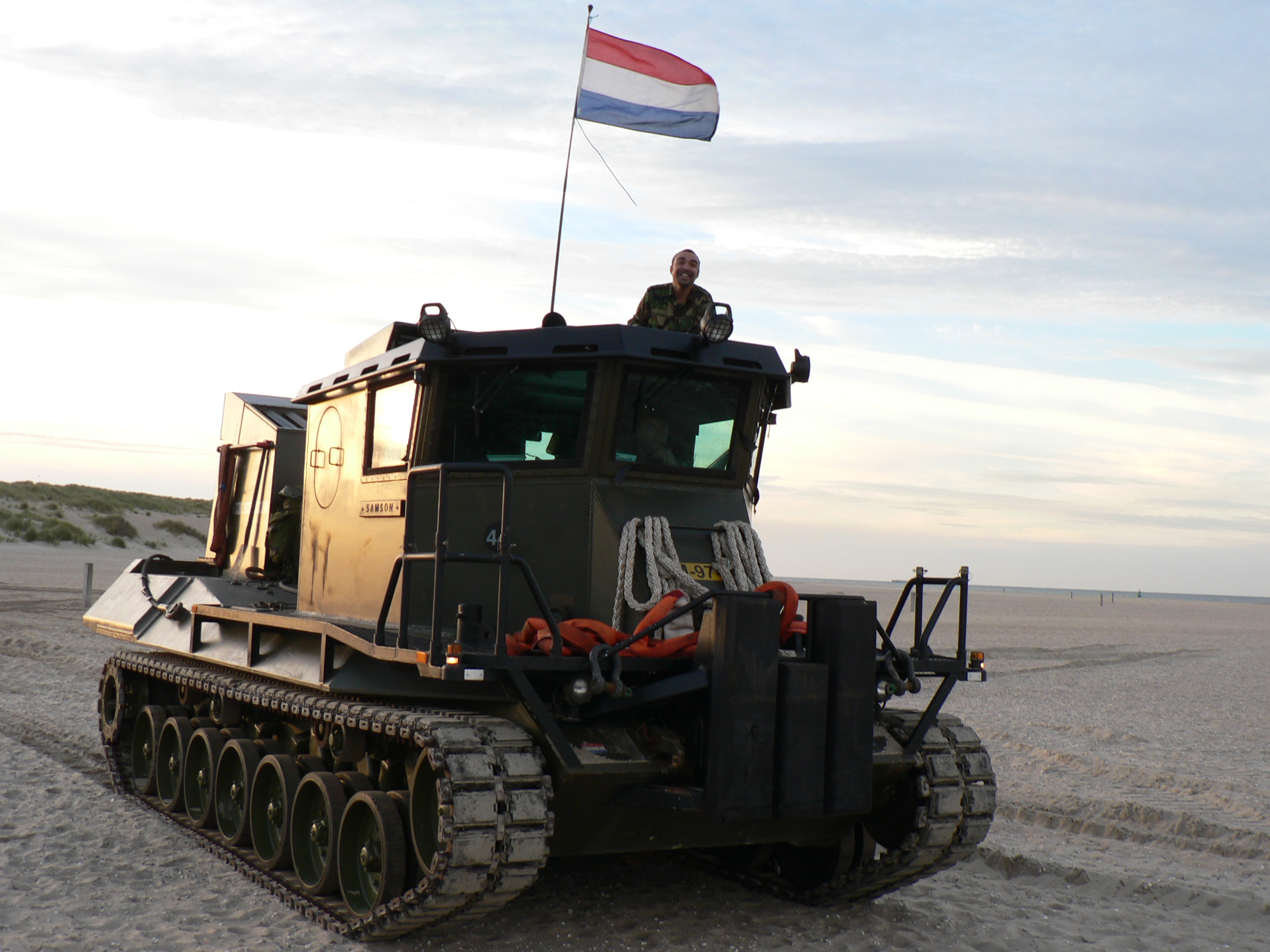
Netherlands Leopard BARV Samson
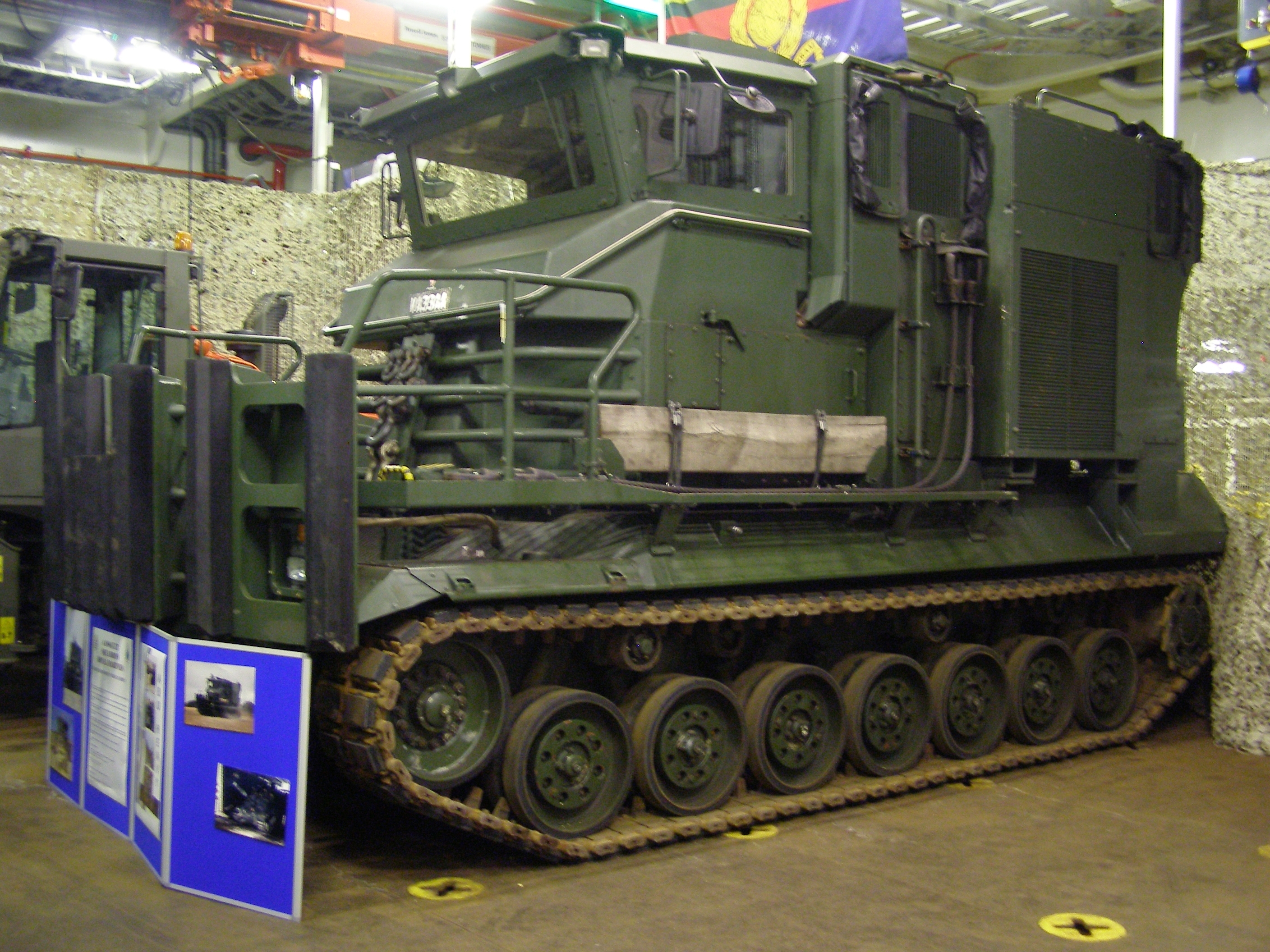
Britse Hippo BARV